# Cédric Mélicie
Cédric Mélicie, né le 24 mai 1979 à La Trinité, est un joueur de basket-ball professionnel français. Il mesure 1,98 m. Il joue aujourd'hui en Nationale Masculine 3 avec le club de Coulommiers.

## Biographie
En décembre 2013, il signe à Montbrison en Nationale 1.

## Clubs
- 1997 - 1998 :  Cholet Basket (Pro A) espoir
- 1998 - 2000 :  Élan sportif chalonnais (Pro A) espoir
- 2000 - 2004 :  Besançon Basket Comté Doubs (Pro A, Pro B puis Pro A)
- 2004 - 2005 : 
  -  Saint-Quentin Basket-Ball (Pro B)
  -  Atomeromu Paks (1er division)
  -  CAB Madeira Funchal (1er division)
- 2005 - 2006 : 
  -  Besançon Basket Comté Doubs (Pro B)
  -  ALM Évreux Basket (Pro B)
- 2006 - 2007 :  Aix Maurienne Savoie Basket (Pro B)
- 2007 - 2008 :  Jeunesse laïque de Bourg-en-Bresse (Pro B)
- 2008 - 2009 :  Saint-Vallier Basket Drôme (Pro B)
- 2009 - 2010 :  Étendard de Brest (Pro B)
- 2010 - 2011 :  Boulazac Basket Dordogne (Pro B)
- 2012 - 2013 :  Saint-Vallier Basket Drôme (Pro B)
- 2013 - 2014 :  Basket Club Montbrison (NM1)

## Palmarès
- Champion de Hongrie 2005
- Vainqueur de la coupe de Hongrie 2005
- Meilleur joueur de Pro B 2009 avec Saint-Vallier